# Nathaniel David Mermin
Nathaniel David Mermin (známý také jako N. David Mermin, * 30. března 1935 New Haven) je americký fyzik působící na Cornellově univerzitě, specializující se na fyziku pevných látek. Je znám především jako spoluautor Merminova-Wagnerova teorému, spoluautor uznávané učebnice fyziky pevných látek spolu s Neilem Ashcroftem a za významné příspěvky k základům kvantové mechaniky a kvantové teorie informace.

## Životopis
Narodil se v roce 1935 v New Havenu v americkém státě Connecticut. Jeho otec byl inženýr, matka učitelka.
V roce 1956 získal bakalářský titul z matematiky na Harvardově univerzitě s vyznamenáním summa cum laude, tam také pokračoval v postgraduálním studiu. Doktorát z fyziky obhájil v roce 1961. Následně působil na postdoktorandských pozicích na Univerzitě v Birminghamu a Kalifornské univerzitě v San Diegu. V roce 1964 nastoupil na katedru fyziky Cornellovy univerzity, kde v letech 1984 až 1990 působil jako ředitel laboratoře atomové fyziky a fyziky pevných látek, od roku 2006 je na univerzitě emeritním profesorem.
Na počátku své vědecké dráhy se věnoval statistické fyzice a fyzice kondenzovaného stavu, zejména výzkumu hmoty při nízkých teplotách, Fermiho plynu, kvazikrystalů a kvantové chemie. Později se zaměřil na oblast kvantové teorie informace a základy kvantové mechaniky.
Jako první zjistil, že tříčásticový GHZ stav poskytuje přímý důkaz nemožnosti popsat kvantové korelace pomocí lokálních teorií se skrytými proměnnými, poději společně s Asherem Peresem představil tzv. důkaz magickým čtvercem, další důkaz této nemožnosti. Richard Feynman označil jeden z Merminových článků z této oblasti za „jeden z nejkrásnějších článků ve fyzice“. Ve spolupráci s Charlesem Bennettem a Gillesem Brassardem postavili základy kvantové kryptografie. Od roku 2012 je proponentem interpretace kvantové mechaniky známé jako kvantový bayesianismus.
Je autorem několika uznávaných učebnic a také populárně-vědeckých knih v oblasti fyziky pevných látek, publikuje na toto téma také v mnoha časopisech. Je také nadšeným pianistou.
Je členem Americké fyzikální společnosti, Národní akademie věd Spojených států a Americké filozofické společnosti. V roce 1989 byl prvním laureátem Lilienfeldovy cena, v roce 1994 získal Klopsteg Memorial Award, v roce 2010 Majoranovu cenu a v roce 2017 Cenu VIZE 97.